# SILAC

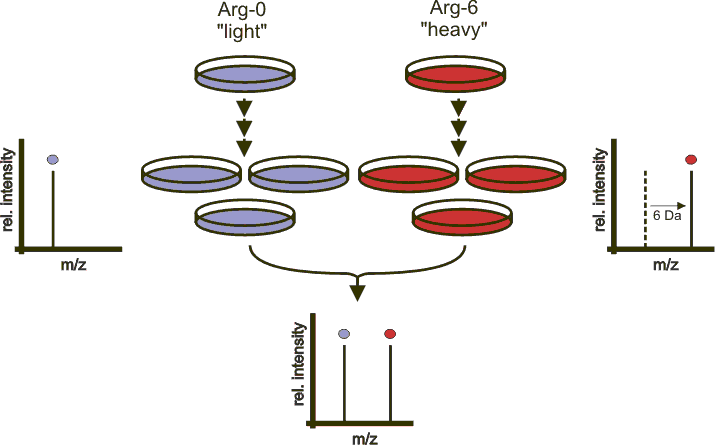
Schematischer Ablauf des SILAC. In diesem Beispiel sind die Mengen des betrachteten Peptids ungefähr gleich.

SILAC (Abkürzung von stable isotope labeling by/with amino acids in cell culture) ist eine massenspektrometrische Methode zur Mengenbestimmung durch Isotopenmarkierung. SILAC wird in der Proteomik verwendet.

## Prinzip
Zwei ursprünglich gleiche Zellkulturen werden mit unterschiedlichen Nährmedien kultiviert. Eine der Zellkulturen erhält im Medium nur Aminosäuren, die ein schweres Isotop tragen. Beispielsweise kann das Medium Arginin mit sechs 13C-Atomen enthalten, anstatt des üblichen 12C. Bei der Proteinbiosynthese werden die Proteine markiert. Dadurch sind in Folge alle Arginin-enthaltenen Peptide sechs Dalton schwerer als die nicht-markierten Peptide der anderen Zellkultur. Alternativ können die beiden Zellkulturen auch mit 13C bzw. 15N markiert werden. Zur Analyse werden die Proteine beider Zellkulturen vereint und gemeinsam vermessen. Anhand der unterschiedlichen Massen können die markierten Peptide identifiziert werden. Die Verhältnisse der Signalintensitäten entsprechen den Mengenverhältnissen der Peptide.
Alternativen zur SILAC sind z. B. ICAT, die Isobarenmarkierung, die Tandem Mass Tags (TMT), iTRAQ und die markierungsfreie Quantifizierung (englisch Label-free quantification).

## Anwendungen
Ein SILAC-basierter Ansatz wurde zur Untersuchung der Signaltransduktion verwendet, z. B. zur Bestimmung der Substrate von Rezeptortyrosinkinasen, Posttranslationale Modifikationen wie Phosphorylierungen, Protein-Protein-Interaktion und zur Untersuchung der Regulation der Genexpression.

## Pulsed SILAC
Pulsed SILAC (pSILAC) ist eine Variante von SILAC, bei der die markierten Aminosäuren nur eine begrenzte Zeit zu den Zellkulturen gegeben werden, wodurch neu entstandene Proteine gemessen werden und ihre Syntheserate abgeleitet wird.